# Квинт Сулпиций Камерин Корнут (консул 490 пр.н.е.)
Вижте пояснителната страница за други личности с името Квинт Сулпиций Камерин Корнут.
Квинт Сулпиций Камерин Корнут (на латински: Quintus Sulpicius Camerinus Cornutus) e политик на ранната Римска република.

## Биография
Произлиза от патрицианската фамилия Сулпиции (Sulpicia). Вероятно е син на Сервий Сулпиций Камерин Корнут (консул 500 пр.н.е.) и баща на Сервий Сулпиций Камерин Корнут (консул 461 пр.н.е. и децемвир 451 пр.н.е.).
През 490 пр.н.е. той е консул заедно с Спурий Ларций Флаф. През 488 пр.н.е. е изпратен с още четирима консули при Кориолан.
1. ↑  Q. Sulpicius (33) Camerinus Cornutus //   Посетен на 10 юни 2021 г.
2. ↑  23 //   Посетен на 10 юни 2021 г.